# Multijoueur

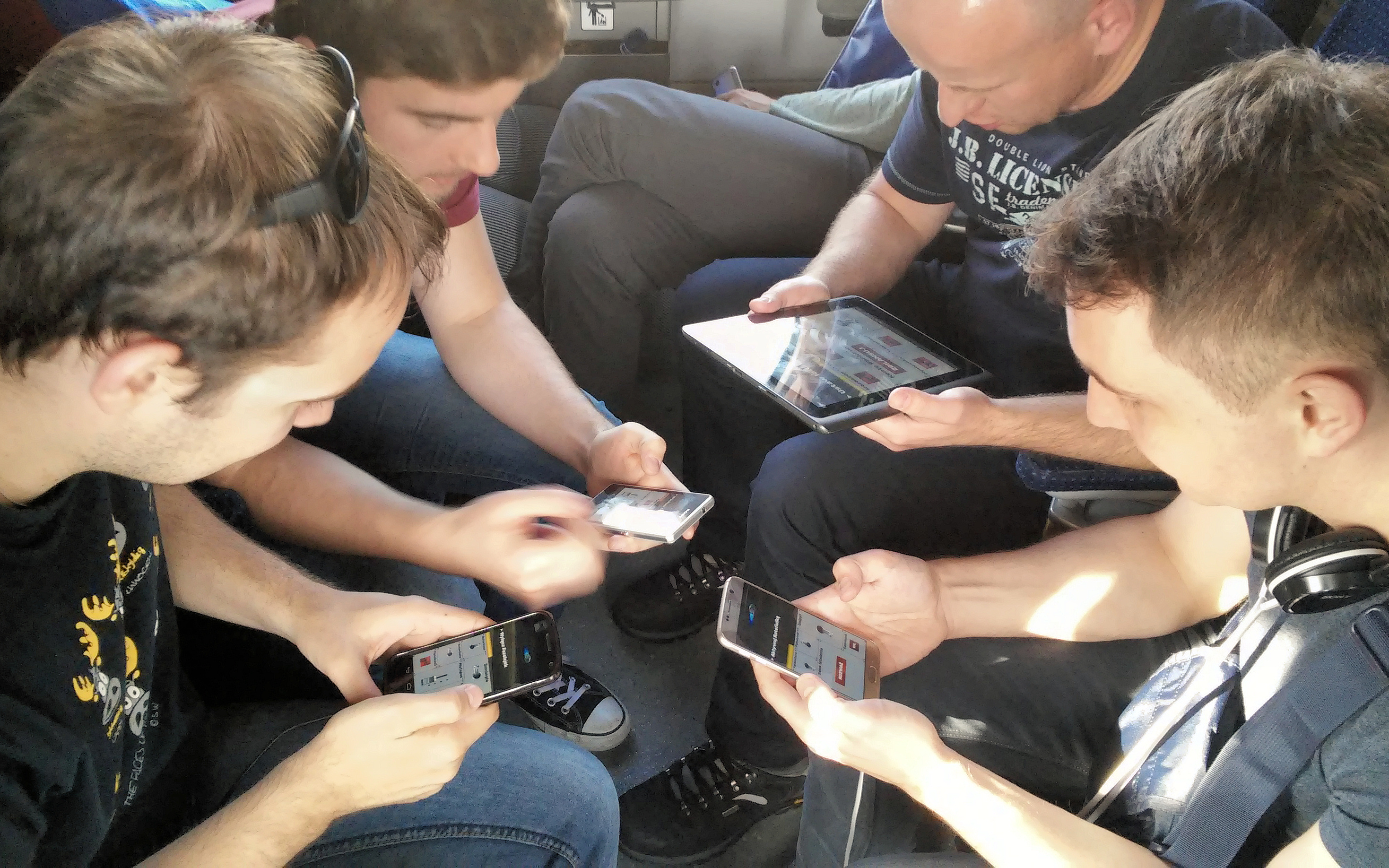
Un jeu multijoueur sur appareils portables.

Un jeu vidéo multijoueur permet à plusieurs personnes de participer à une même partie. Cette fonctionnalité peut se réaliser soit en partageant le matériel (exemple : un jeu multijoueur sur une console de salon qui divise l'écran en fonction du nombre de joueurs), soit en mode de jeu en réseau sur plusieurs plates-formes de jeu distinctes qui communiquent entre elles au travers d'un réseau informatique (soit entre particuliers en réseau local, soit sur un jeu en ligne via Internet).

## Interactions entre joueurs
Au niveau des interactions entre les joueurs dans un jeu vidéo multijoueur, deux grands modes de fonctionnement existent à savoir la coopération et la compétition. La coopération signifie que les joueurs travaillent de concert pour atteindre un but ou réaliser une quête. Par opposition à la coopération, la compétition signifie que les joueurs s'affrontent seul à seul ou en équipes distinctes. Dans la réalité, on peut trouver les deux modes dans un même jeu vidéo multijoueur. Ainsi, le mode compétition en équipe signifie que l'on mixe les deux modes fonctionnement car on collabore avec son équipe, du moins pendant un certain temps. Ce temps peut être limité par le jeu qui peut permettre de changer d'équipe, de faire cavalier seul ou imposer d'autres règles inscrites lors de la programmation de ce ludiciel.

## Connectivité
Les jeux vidéo multijoueur ont profité de l'avancée des technologies dans le domaine des réseaux informatiques. Cette évolution de la connectivité respecte à la fois la chronologie des apparitions et le nombre croissant de joueurs susceptibles d'interagir dans une même partie. Ce sont des modes de jeux différent qui dès leur apparition ont toujours cohabité, en fonction du matériel disponible mais aussi et surtout en fonction du principe de jeu, certain jeux proposant ainsi plusieurs moyens de mettre en place une partie multijoueur.

### Sur une seule machine
Pour jouer à plusieurs à un jeu vidéo sur la même machine, il faut partager le matériel. L'écran est parfois divisé en plusieurs parties (divisé) et les joueurs se partagent les contrôles. Sur console de jeu il y a généralement une manette par joueur. Sur ordinateur les touches du clavier sont parfois réparties entre les joueurs et certains jeux permettent de jouer avec plusieurs souris (Lemmings ou The Settlers par exemple).

### En réseau local

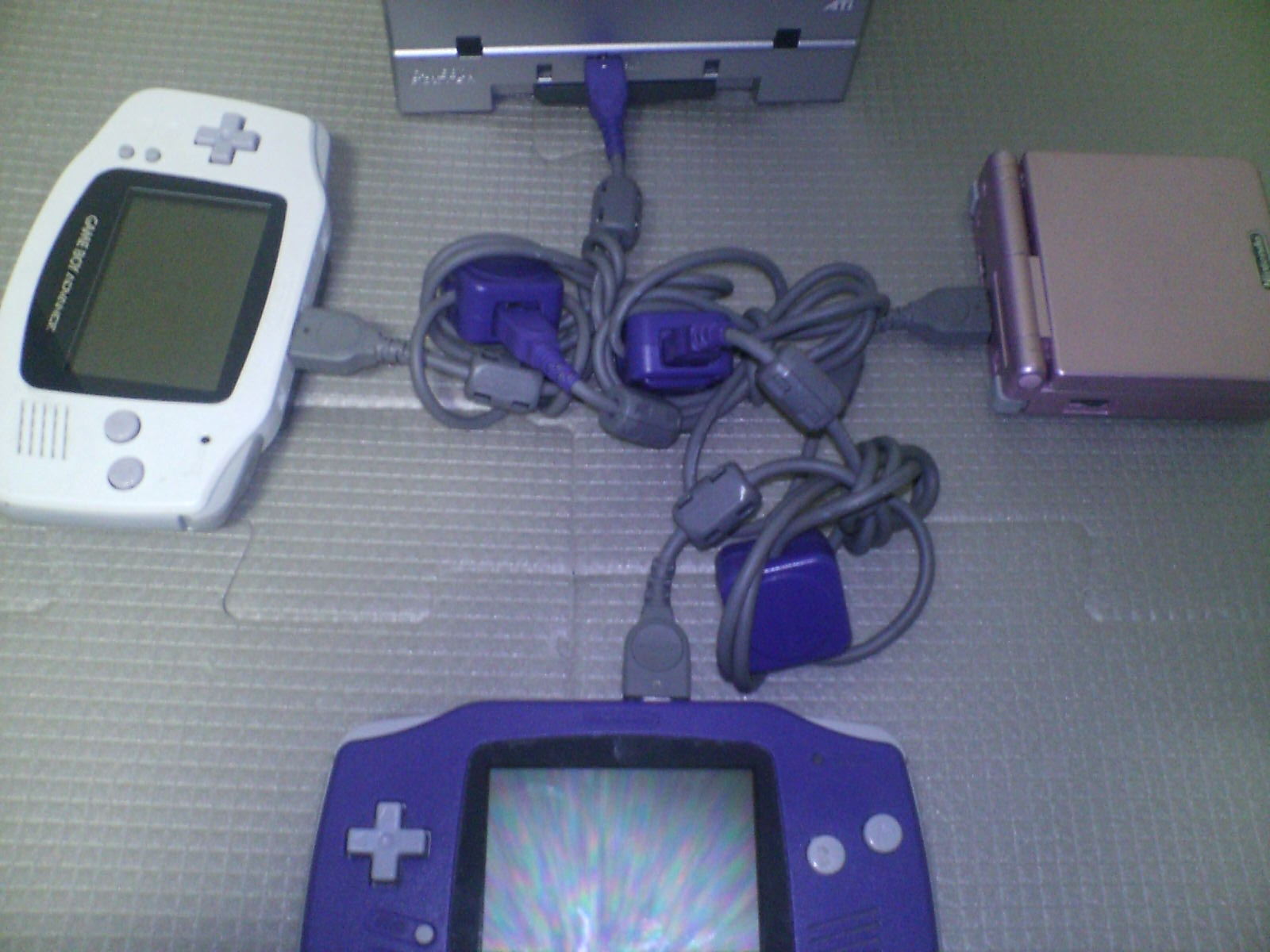
Un réseau de console : une GameCube en haut et trois Game Boy Advance dont un Game Boy Advance SP.

En réseau chaque joueur profite de tout son matériel. Les participants se connectent généralement à un serveur qui est parfois lancé par un des joueurs. Le jeu (le client) communique alors avec le serveur pour connaitre l'avancement de la partie et transmettre les actions du joueur.
Le réseau peut être local ou distant, par modem ou sur Internet (voir la section suivante). Les réseaux locaux offrent une proximité et un contact inaccessibles sur Internet, mais limitent le nombre de joueurs. Il est également possible de combiner réseau local et jeu sur Internet.
Les premiers jeux en réseau sur micro-ordinateurs utilisaient un câble null modem pour relier les machines entre elles. Il était parfois possible de jouer à plus de deux en branchant plusieurs câbles par ordinateur. Les jeux PC ont ensuite beaucoup utilisé le protocole IPX/SPX puis l'arrivée d'Internet a imposé l'utilisation de TCP/IP.
Les ordinateurs ne sont pas les seuls à proposer de tel réseau, les consoles de jeu ont elles aussi intégré des moyens pour mettre en place des réseaux locaux à l'aide de câblage spécifiques (i.Link) ou plus récemment avec des technologies des réseaux sans fil comme le Wi-Fi.

### En ligne
Les jeux en ligne se jouent exclusivement sur Internet. Ils ne sont pas toujours multijoueur, mais certains permettent à deux mille (en moyenne) joueurs de se retrouver simultanément dans des mondes virtuels : on parle alors de jeu en ligne massivement multijoueur.  Les constructeurs de consoles se sont adaptés, et les consoles de la septième génération facilitent la connexion à internet et fournissent des services dédiés favorisant le jeu en ligne.

## Communautés
Le jeu multijoueur est à l'origine de nombreuses communautés de joueurs certaines sont ouvertes à tous, d'autres sont limitées à un cercle d'initiés. À l'exemple de certains qui se regroupent en clans ou guildes pour jouer ensemble ou organiser des tournois. D'autres produisent des add-ons et des mods.

## Salles de jeux en réseau
Le jeu en réseau impose des contraintes techniques et financières. Pour jouer sur Internet il faut un ordinateur et un accès internet convenable. Pour jouer en réseau local il faut réunir plusieurs ordinateurs au même endroit. Ceux qui souhaitent jouer en réseau n'ont pas toujours les moyens de le faire. Les salles de jeux en réseau sont apparues pour répondre à ce besoin en proposant un accès à des ordinateurs en réseau.